# Keimenschneidmühle
Keimenschneidmühle ist eine Wüstung auf dem Gemeindegebiet des Marktes Pressig im Landkreis Kronach (Oberfranken, Bayern).

## Geographie
Die Einöde war Haus Nr. 20 von Welitsch. Sie lag auf einer Höhe von 397 m ü. NHN an der Tettau. Ein Vicinalweg führte nach Welitsch (0,7 km südöstlich) bzw. nach Heinersdorf (0,8 km nordwestlich).

## Geschichte
Mit dem Gemeindeedikt wurde Keimenschneidmühle dem 1808 gebildeten Steuerdistrikt Welitsch und 1818 der Ruralgemeinde Welitsch zugewiesen. 1861 lebten fünf Einwohner in dem aus drei Gebäuden bestehenden Ort. Die Einwohner waren allesamt katholisch und nach St. Bartholomäus (Rothenkirchen) gepfarrt. Letztmals namentlich erwähnt wurde Keimenschneidmühle in einer topographischen Karte von 1890. In einer Karte von 1926 werden zwei Gebäude verzeichnet, jedoch ohne Namen und auch ohne Mühlgebäude.